# Sean Taylor
Pour les articles homonymes, voir Taylor.
(en) Statistiques sur pro-football-reference
Sean Michael Maurice Taylor (1er avril 1983, Miami - 27 novembre 2007, Palmetto Bay) était un joueur américain de football américain. Il a évolué essentiellement comme safety dans la franchise des Redskins de Washington.
Surnommé par ses coéquipiers « Meast », mélange des mots « Homme » (Man) et « bête » (Beast), il était réputé pour sa vélocité et sa puissance qui en faisait un plaqueur redouté.
Taylor est décédé le 27 novembre 2007, à l'âge de vingt-quatre ans, des suites de blessures par balle. De nombreux hommages ont eu lieu en sa mémoire.

## Biographie
Né à Miami, Sean Taylor est le fils de Pedro Taylor et de Donna Junor. Ses parents divorcèrent lorsqu'il avait trois ans, il fut donc principalement élevé par son père et sa belle-mère Josephine Taylor à Richmond Heights.
Personnage introverti et calme hors du terrain, sa volonté sur le terrain était assez surprenante.
Il était, à sa mort, fiancé à Jackie Garcia, la nièce d'Andy García et père d'une petite fille.

### Secondaire
Sean Taylor joua à l'école secondaire pour la Gulliver Preparatory School de Pinecrest. Il participa à la victoire en championnat « AA » de Floride en 2000. Il jouait dans les deux escouades, running back en attaque et safety ou linebacker en défense. Il était déjà à l'époque promis à une carrière très prometteuse selon les médias locaux.

### Universitaire
Sean joua ensuite dans la NCAA avec les Miami Hurricanes de l'Université de Miami de 2001 à 2003.
Il remporta le championnat en 2001.

### Professionnel
Il a été repêché au cinquième choix du premier tour par les Redskins de Washington. Il fut choisi juste avant son coéquipier des Hurricanes Kellen Winslow II qui lui partira avec les Browns de Cleveland. Les Hurricanes Jonathan Vilma, D. J. Williams, Vernon Carey et Vince Wilfork seront également repêchés cette même année.
Avec les Redskins, il signa un contrat de 18 millions de dollars US.
Dans cette franchise, il a joué les saisons de 2004 à 2007 en NFL. Il portait le numéro 36 pour sa première saison puis le 21 les saisons suivantes.
Deux altercations avec T. J. Houshmandzadeh et Michael Pittman auront lieu dans les deux premières saisons.
Sean a participé au Pro Bowl 2007, en remplacement de Brian Dawkins des Eagles de Philadelphie qui, blessé, ne put pas jouer.
Il s'imposa comme un des meilleurs joueurs à son poste malgré son jeune âge. Ses statistiques professionnelles à sa mort étaient de 299 tacles (seul et avec assistance), 12 interceptions, 2 sacks et 8 fumbles forcés.

### Assassinat
Il est décédé le 27 novembre 2007 à l'hôpital Jackson Memorial des suites de sa blessure à la jambe (artère femorale sectionnée entrainant une importante hémorragie), provoquée par un coup de feu tiré pendant le cambriolage de son domicile à Palmetto Bay.
Quatre personnes ont été arrêtées et semblent impliquées. Certaines sources indiquent qu'il aurait été tué en représailles à sa volonté de quitter le gang auquel il appartenait lorsqu'il était plus jeune.
Les funérailles ont été célébrées le 3 décembre 2007 dans le stade Pharmed Arena de la Florida International University devant plusieurs milliers de personnes. Son coéquipier Clinton Portis, le révérend Jesse Jackson, l'acteur Andy García et Roger Goodell, commissaire à la NFL, étaient également présents.
Premier de la ligue en nombre d'interceptions, il a été honoré en étant qualifié à titre posthume pour le Pro Bowl 2008.
Le match de son équipe suivant sa mort, contre les Bills de Buffalo, les Redskins jouèrent symboliquement le premier jeu à 10 au lieu de 11 et une vidéo fut diffusée en hommage.
Sa mort rappela celle de Darrent Williams datant de fin 2006.